# Nesciothemis
Nesciothemis is een geslacht van libellen (Odonata) uit de familie van de korenbouten (Libellulidae).

## Soorten
Nesciothemis omvat 5 soorten:
- Nesciothemis farinosum (Förster, 1898)
- Nesciothemis fitzgeraldi Pinhey, 1956
- Nesciothemis minor Gambles, 1966
- Nesciothemis nigeriensis Gambles, 1966
- Nesciothemis pujoli Pinhey, 1971